# Dorcadion oezdurali
Dorcadion oezdurali là một loài bọ cánh cứng trong họ Cerambycidae.